# WTA da Antuérpia
O WTA da Antuérpia – ou BNP Paribas Fortis Diamond Games, na última edição – foi um torneio de tênis profissional feminino, de nível WTA Premier.
Realizado em Antuérpia, na Bélgica, estreou em 1999, teve um hiato depois de dez edições e voltou para uma última oportunidade, em 2015. Os jogos eram disputados em quadras duras cobertas durante o mês de fevereiro.
Durante a última edição, antes final de simples, Carla Suarez Navarro, com dores no pescoço, desistiu de tentar o título, que foi automaticamente a Andrea Petkovic, sua adversária. Para não deixar o público na mão, organizou-se uma partida exibição de oito games entre a Petkovic e a ex-jogadora, e então diretora do torneio, Kim Clijsters. Esta venceu por 5–3.

## Finais

### Simples
| Ano                                     | Campeã          | Vice-campeã             | Resultado     |
| --------------------------------------- | --------------- | ----------------------- | ------------- |
| 2015                                    | Andrea Petkovic | Carla Suárez Navarro    | w.o.          |
| Torneio não realizado entre 2014 e 2009 |                 |                         |               |
| 2008                                    | Justine Henin   | Karin Knapp             | 6–3, 6–3      |
| 2007                                    | Amélie Mauresmo | Kim Clijsters           | 6–4, 7–64     |
| 2006                                    | Amélie Mauresmo | Kim Clijsters           | 3–6, 6–3, 6–3 |
| 2005                                    | Amélie Mauresmo | Venus Williams          | 4–6, 7–5, 6–4 |
| 2004                                    | Kim Clijsters   | Silvia Farina Elia      | 6–3, 6–0      |
| 2003                                    | Venus Williams  | Kim Clijsters           | 6–2, 6–4      |
| 2002                                    | Venus Williams  | Justine Henin           | 6–3, 5–7, 6–3 |
| 2001                                    | Barbara Rittner | Klára Koukalová         | 6–3, 6–2      |
| 2000                                    | Amanda Coetzer  | Cristina Torrens Valero | 4–6, 6–2, 6–3 |
| 1999                                    | Justine Henin   | Sarah Pitkowski         | 6–1, 6–2      |

### Duplas
| Ano                                     | Campeãs                                        | Vice-campeãs                          | Resultado        |
| --------------------------------------- | ---------------------------------------------- | ------------------------------------- | ---------------- |
| 2015                                    | Anabel Medina Garrigues Arantxa Parra Santonja | An-Sophie Mestach Alison Van Uytvanck | 6–4, 3–6, [10–5] |
| Torneio não realizado entre 2014 e 2009 |                                                |                                       |                  |
| 2008                                    | Cara Black Liezel Huber                        | Květa Peschke Ai Sugiyama             | 6–1, 6–3         |
| 2007                                    | Cara Black Liezel Huber                        | Elena Likhovtseva Elena Vesnina       | 7–5, 4–6, 6–1    |
| 2006                                    | Dinara Safina Katarina Srebotnik               | Stéphanie Foretz Michaëlla Krajicek   | 6–1, 6–1         |
| 2005                                    | Cara Black Els Callens                         | Anabel Medina Garrigues Dinara Safina | 3–6, 6–4, 6–4    |
| 2004                                    | Cara Black Els Callens                         | Myriam Casanova Eleni Daniilidou      | 6–2, 6–1         |
| 2003                                    | Kim Clijsters Ai Sugiyama                      | Nathalie Dechy Émilie Loit            | 6–2, 6–0         |
| 2002                                    | Magdalena Maleeva Patty Schnyder               | Nathalie Dechy Meilen Tu              | 6–3, 36–7, 6–3   |
| 2001                                    | Els Callens Virginia Ruano Pascual             | Kristie Boogert Miriam Oremans        | 6–3, 3–6, 6–4    |
| 2000                                    | Sabine Appelmans Kim Clijsters                 | Jennifer Hopkins Petra Rampre         | 6–1, 6–1         |
| 1999                                    | Laura Golarsa Katarina Srebotnik               | Louise Pleming Meghann Shaughnessy    | 6–4, 6–2         |